# بشر (آزمایشگاه)

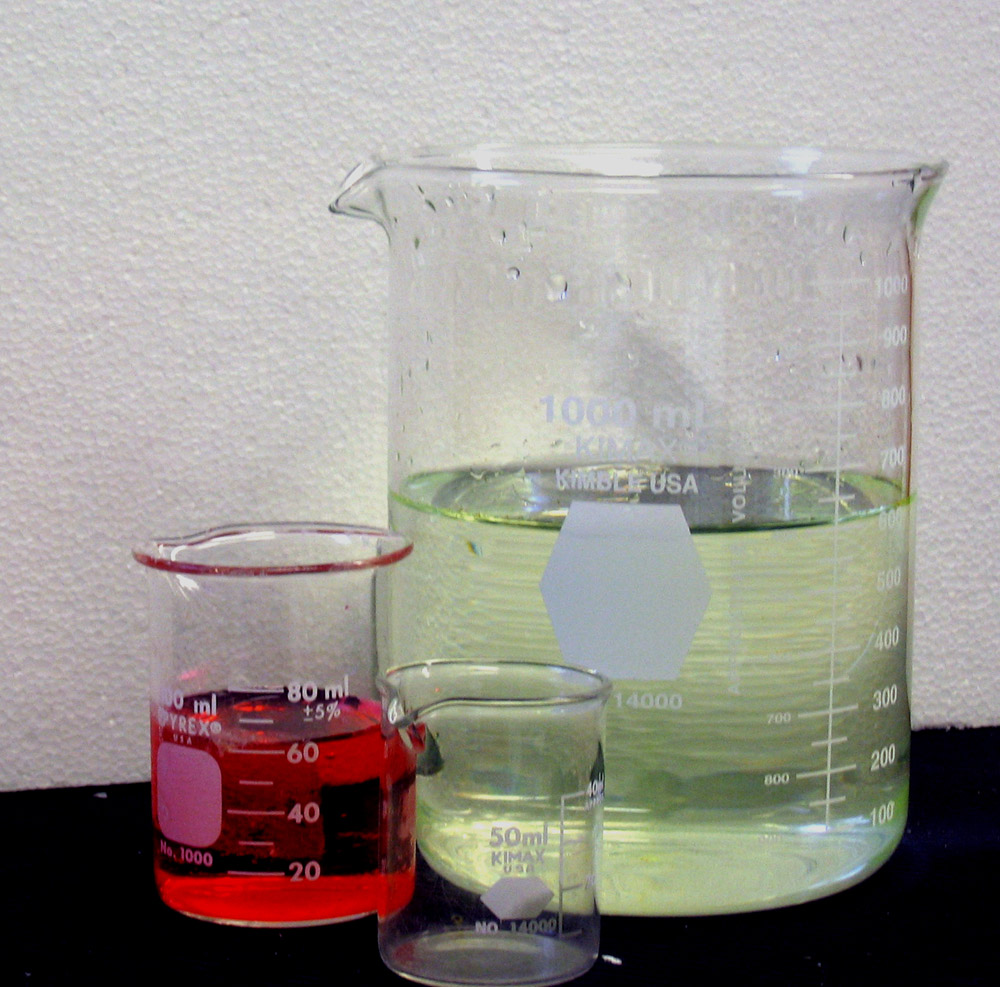
چند نمونه بشر

بـِشِر (به فرانسوی: Bécher) وسیله‌ای است که معمولاً برای همزدن ماده به کار می‌رود. بشرها عموماً استوانه‌ای شکل با کف تخت و مدرج هستند و در اندازه‌های مختلف از یکی میلی لیتر تا چندین لیتر موجود هستند.
بشرها ممکن است از شیشه (اغلب پیرکس) یا پلاستیک ساخته شده باشند. بشرهایی که برای نگهداری مواد خورنده استفاده می‌شوند باید از مواد مقاوم به خو هپی برن بن تویو

تفاوت بشر با ارلن در عمود بودن دیواره‌های آن است در صورتی که در ارلن دیواره‌ها مایل است. بشرها بیشتر در شیمی عمومی استفاده می‌شوند.
بشرها عموماً سه اندازه دارند:
بشر قد بلند : ارتفاع بشر دو برابر قطر بشر می‌باشد
بشر متوسط : برای کارهای عادی استفاده می گردد
بشر قد کوتاه یا پهن : ارتفاع بشر نصف قطر بشر است و چون سطح تماس زیر بشر زیاد است بیشتر برای حرارت دادن یا به عنوان کشتی در حمام بخار آب استفاده می گردد
بشرهای پیرکس برای حرارت دادن محلولها در کوره یا روی شعله آتش استفاده می‌شود. در آزمایش‌هایی که نیاز به هم زدن باشد، بشر به دلیل ساختار ویژه خود، ظرف آزمایش مناسبی است زیرا ظروف آزمایشگاهی دیگر مانند ارلن یا بالون به دلیل گردن نسبتاً باریک برای این کار مناسب نیستند.